# Görlsdorf (Vierlinden)

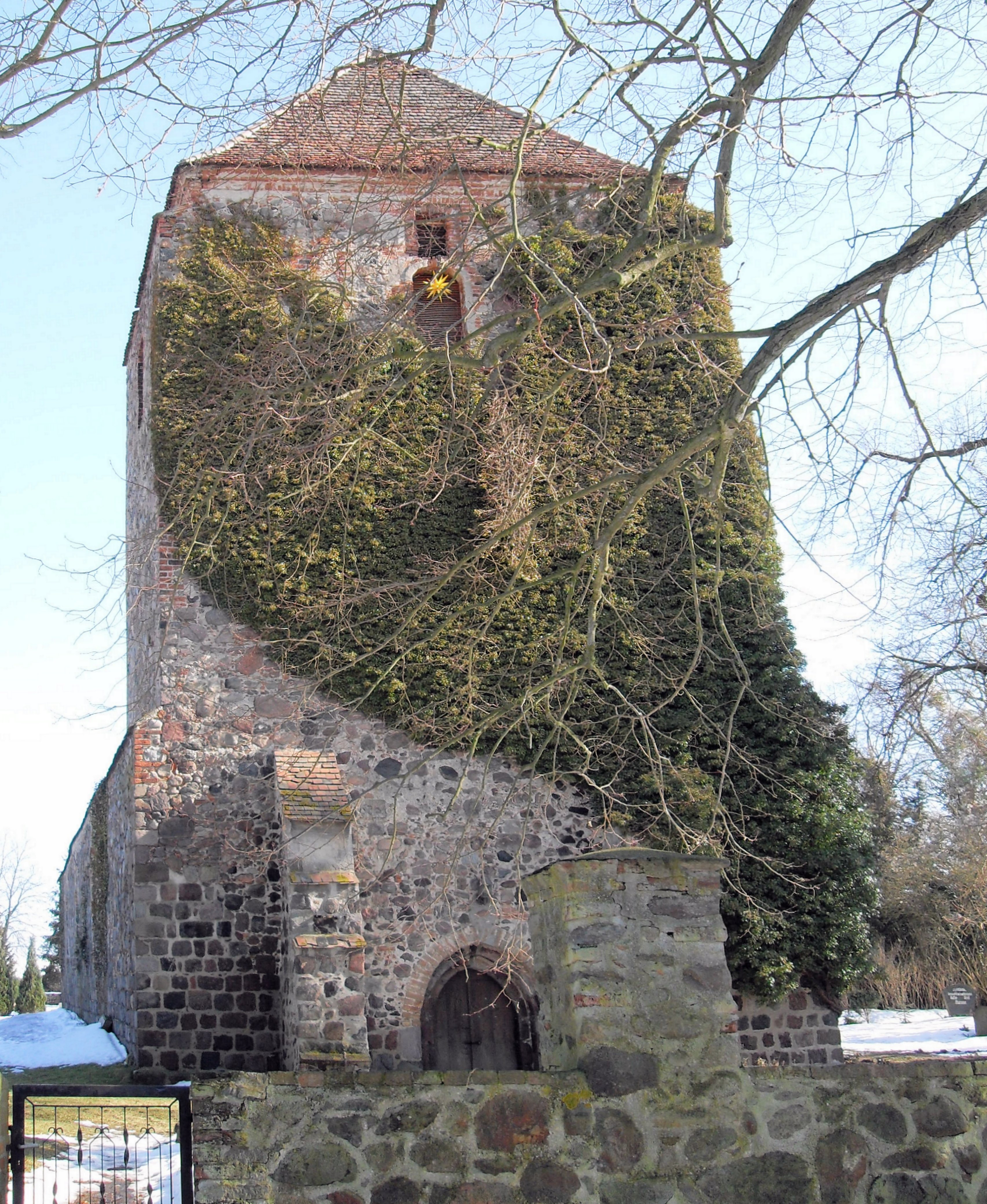
Dorfkirche

Görlsdorf ist ein Ort im Landkreis Märkisch-Oderland in Brandenburg und gehört seit dem 26. Oktober 2003
zur Gemeinde Vierlinden. Zusammengeschlossen mit vier weiteren Gemeinden werden die Amtsgeschäfte durch
das Amt Seelow-Land getätigt.

## Geschichte
Das Dorf wurde vom Augustiner Chorherren-Kloster in Naumburg am Bober (heute Nowogrod Bobrzanski)  schon vor 1226 angelegt. 1342 wurde der Ort als Gerlachstrop schriftlich in einem Steuerregister erstmals erwähnt. Die Bauern in Görlsdorf mussten 60
Schock Groschen an den Bischof von Lebus als Steuern abführen. Lehnsherr bis 1367 war der Ritter
Hermann von Wulkow. Ab 1398 waren die Brüder Peter, Tamme und Klaus Bernfeld (auch Beerenfelde) zu Rosenthal Besitzer des Gutes. 1424 wurde Klaus Beerenfelde Lehnsherr.
Während des Zweiten Weltkriegs besetzte die Sowjetarmee im April 1945 den Ort.
Am 1. Januar 1962 wurde Görlsdorf nach Worin eingemeindet. Worin gehört zusammen mit Alt Rosenthal und Görlsdorf seit dem 26. Oktober 2003 zur Gemeinde Vierlinden.

### Einwohnerentwicklung
| Jahr      | 1933 | 1946 | 2006 |
| Einwohner | 338  | 527  | 233  |

## Kultur und Sehenswürdigkeiten
In der Liste der Baudenkmale in Vierlinden stehen die in der Denkmalliste des Landes Brandenburg eingetragenen Baudenkmale des Ortes Görlsdorf. Dazu gehören:
- die Dorfkirche Görlsdorf (Vierlinden), ein Feldsteinbau